# Александров, Александр Леонардович
Алекса́ндр Леона́рдович Алекса́ндров (26 июня 1947, Москва — 9 февраля 2009, там же) — советский и российский киноактёр, кинорежиссёр, сценарист, продюсер, директор фильма и прозаик. Лауреат премии Ленинского комсомола (1976) и Государственной премии СССР (1977, за сценарий к фильму «Сто дней после детства»).

## Биография
Родился в Москве в семье служащего. Начинал как рабочий сцены и художник-декоратор Театра юного зрителя. Кроме того, преподавал эстетику и писал для Всесоюзного радио в отдел сатиры и юмора.
В 1971 году окончил режиссёрский факультет Московского института культуры, а в 1975 году — сценарное отделение Высших курсов сценаристов и режиссёров, мастерская Михаила Львовского и Людмилы Голубкиной.
Фильм Сергея Соловьёва по дебютному сценарию Александрова «Сто дней после детства» был удостоен премии Ленинского комсомола и Государственной премии СССР. Поставил ряд фильмов как режиссёр.
Умер 9 февраля 2009 года в Москве от осложнений, вызванных запущенным гриппом. Похоронен на Аксиньинском кладбище Одинцовского района Московской области.

## Личная жизнь
В течение 10 лет состоял в отношениях с актрисой Ириной Малышевой. Одно время был женат на Татьяне Полторацкой, дочери Виктора Полторацкого.
В 1989 году женился на Лале, кукольном мастере (познакомились на съёмках картины «Золотая шпага»)..

## Фильмография

##### Актёрские работы
- 1984 — Подслушанный разговор — отец Валерки
- 1990 — Шапка — Виктор Черпаков, друг и единомышленник Трёшкина
- 1995 — Приют комедиантов — сумасшедший

##### Режиссёрские работы
- 1989 — Утоли моя печали  (совместно с В. Прохоровым)
- 1991 — Номер «люкс» для генерала с девочкой (криминальная мелодрама)
- 1994 — Любовь французская и русская (мелодрама)
- 1995 — Приют комедиантов (лирическая комедия)

##### Сценарные работы
- 1975 — Деревня Утка (сказка)
- 1975 — Сто дней после детства (киноповесть)
- 1976 — Голубой портрет (киноповесть)
- 1979 — Прилетал марсианин в осеннюю ночь (приключения)
- 1980 — Три года (драма, по одноимённой повести А. П. Чехова)
- 1983 — Серафим Полубес и другие жители Земли (мелодрама)
- 1984 — Прости нас, первая любовь (мелодрама)
- 1985 — И на камнях растут деревья (приключения)
- 1987 — Башня (триллер)
- 1987 — Необыкновенные приключения Карика и Вали (фантастика / фэнтези)
- 1987 — Старая азбука (киноповесть)
- 1989 — Утоли моя печали (драма)
- 1990 — Золотая шпага (мультфильм / сказка)
- 1991 — Номер «люкс» для генерала с девочкой (криминальная мелодрама)
- 1994 — Любовь французская и русская (мелодрама)
- 1998 — Юкка

##### Продюсерские работы
- 1994 — Любовь французская и русская (мелодрама)
- 1995 — Приют комедиантов

##### Директор фильма
- 1991 — Азиат

## Звания и награды
- Орден «Знак Почёта» (22.08.1986)
- Государственная премия СССР (1977) — за создание фильма «Сто дней после детства»
- Премия Ленинского комсомола (1976)